# Jaime Sánchez (attore)
Jaime Sánchez, all'anagrafe Jaime Luis Sánchez Rodríguez (Rincón, 19 dicembre 1938), è un attore portoricano, attivo in campo teatrale, televisivo e cinematografico.

## Biografia
Ha recitato a lungo a Broadway e nell'Off Broadway, recitando in numerosi classici shakespeariani come Otello (1964), Le allegre comari di Windsor (1974) e Riccardo III (1979). La sua performance più nota è tuttavia quella nel ruolo di Chino nella prima produzione di Broadway del musical West Side Story nel 1955.

## Filmografia parziale
- David e Lisa (David and Lisa), regia di Frank Perry (1962)
- L'uomo del banco dei pegni (The Pawnbroker), regia di Sidney Lumet (1964)
- Spiaggia rossa (Beach Red), regia di Cornel Wilde (1967)
- Il mucchio selvaggio (The Wild Bunch), regia di Sam Peckinpah (1968)
- Serpico, regia di Sidney Lumet (1973)
- Il prossimo uomo (The Next Man), regia di Richard C. Sarafian (1976)
- Un attimo, una vita (Bobby Deerfield), regia di Sydney Pollack (1977)
- Invasion U.S.A., regia di Joseph Zito (1985)
- Il grande imbroglio (Big Trouble), regia di John Cassavetes (1986)
- In the Soup (Un mare di guai) (In the Soup), regia di Alexandre Rockwell (1992)
- Il cattivo tenente (Bad Lieutenant), regia di Abel Ferrara (1992)
- Carlito's Way, regia di Brian De Palma (1993)
- Riccardo III - Un uomo, un re (Looking for Richard), regia di Al Pacino (1996)

## Doppiatori italiani
- Massimo Turci ne L'uomo del banco dei pegni
- Rino Bolognesi ne Il mucchio selvaggio